# 카프병원
카프성모병원(KARF 病院, The Korean Alcohol Research Foundation)은 잘못된 음주문화로 인한 문제음주를 극복하기 위해 설립된 재단법인 한국중독연구재단 소속의 정신건강 전문병원이다. 경기도 고양시 일산동구 백석동 1241에 위치하고 있다.

## 연혁
- 2004년 2월 한국음주문화연구센터 부설 KARF병원 허가 및 개원
- 2004년 3월 초대 최신정 병원장 취임[2]
- 2004년 11월 제2대 채영래 병원장 취임
- 2005년 10월 제3대 김홍곤 병원장 취임
- 2009년 7월 제4대 이준석 병원장 취임
- 2015년 5월 제5대 하종은 병원장 취임
- 2015년 12월 한국중독연구재단 카프성모병원으로 명칭 변경

## 조직

### 카프병원장
- 간호부
- 케이스워커부
- 진료지원부

## 사건·사고 및 논란

### 폐원 위기
2000년을 전후해 국내 알콜중독자가 늘어 국회가 1997년 모든 술에 건강증진부담금을 부과하는 법률안을 발의하자 ‘원인제공자’격인 주류업체들은 음주피해 대책으로 현재의 카프재단을 설립하겠다는 대국민약속을 내놨고 이후 협회 회원사들은 해마다 50억원을 모아 카프재단에 지행해 2010년 12월 롯데칠성, 오비맥주, 하이트진로 등 대형 주류·주정 제조업체들로 구성된 한국주류산업협회가 지원을 끊어 카프병원의 재원이 2012년 10월이면 바닥나게 되었다.

### 천주교 서울대교구 운영
카프병원의 필요성에 절대적으로 공감한 천주교 서울대교구는 오랜 검토 끝에 인수를 결정했다. 인수 직후에는 정상화를 위해 전력을 쏟으면서도 환자들을 위해서 부분적으로 병원 운영을 시작했다. 정신건강의학과 하종은(테오도시오) 전문의를 알코올치료 센터장으로 임명했고, 남성 입원병동도 문을 열었다. 또한 올해 중에 여성병동을 재가동하고 축복식도 봉헌할 예정이다.

### 한국중독연구재단 카프성모병원으로 새출발
지하 2층, 지상 6층 규모로 알코올 중독 치료사업을 위한 단일기관으로는 국내에서 가장 큰 규모를 자랑하는 카프성모병원은 최근 리모델링을 통해 병상 수를 110개에서 150개로 늘리고, 여성전용병상을 개설하는 등 중독치료 전문 종합병원으로 거듭나고 있다. 국내 유일의 공익재단이다. 폐쇄 병동 25%, 개방 병동 75%로 운영되고 있으며, 2주간 해독 및 병식 개선이 이루어지면 개방 병동에서 체계적인 치료 프로그램에 참여할 수 있다. 퇴원 후 외래 통원 치료, 이용센터, 중독관리통합지원센터, AA모임 서비스를 선택해서 받을 수 있어 재발을 방지할 수 있다. 또한 사회 적응에 어려움이 있는 경우 미국의 공동체 치료 모델을 갖춘 남성주거시설, 여성주거시설, 직장인 야간 거주시설을 별도로 운영하고 있다.
같이 보기
- 천주교서울대교구
- 한국중독연구재단
- 국세청
- 보건복지부